# Aleksandr Kïslïcın
Aleksandr Kïslïcın (in kazako Александр Кислицын?; in russo Александр Кислицын?, Aleksandr Kislicyn; Karaganda, 8 marzo 1986) è un calciatore kazako, difensore dell'Ertis.